# Neerlandistiek
Neerlandistiek of Nederlandse taal- en letterkunde is de wetenschap die zich bezighoudt met de Nederlandse taal en literatuur. Een beoefenaar van deze wetenschap is een neerlandicus of (vrouwelijk) neerlandica. Deze termen worden ook gebruikt voor leraren in het schoolvak Nederlands, maar dan alleen maar als zij een universitaire studie Nederlands succesvol hebben afgerond. Ook in andere beroepen zijn neerlandici werkzaam.
De universitaire opleidingen heten Nederlandse taal en cultuur (in Nederland) of Nederlandse taal- en letterkunde (in Vlaanderen, en in de vorige eeuw ook in Nederland).

## Algemeen
In Nederland is de opleiding tot neerlandicus in haar basis ongedeeld. Neerlandici kunnen (en moeten) zich op wetenschappelijk niveau vervolgens specialiseren in:
- letterkunde (historisch of modern)
- taalkunde (historisch of modern)
- taalbeheersing (ofwel communicatiekunde)

Dubbelspecialismen komen sinds de jaren 1950 vrijwel niet meer voor. Het staat een bevoegd neerlandicus echter ook na zijn specialisatie vrij zich op de onderscheiden vlakken te bewegen en meerdere deelterreinen te beoefenen. In het middelbaar onderwijs hangen deze subdisciplines ook nog tamelijk nauw samen. Binnen het schoolvak Nederlands werken neerlandici 'ongedeeld'.
Er zijn aldus leraren die neerlandicus zijn en er zijn wetenschappers die dat zijn. De laatsten zijn in de praktijk altijd gespecialiseerd als letterkundige, taalkundige of taalbeheerser. Als iemand zich als neerlandicus wetenschappelijk onderscheidt, wordt hij naar zijn subdiscipline benoemd en dus ook zo 'gecategoriseerd'. Zijn terrein blijft in principe de neerlandistiek. Zijn invalshoek of domein is echter dat van zijn subdiscipline.

## Geschiedenis

### 18e eeuw
Vanaf de jaren zestig van de achttiende eeuw werden aan verschillende Nederlandse universiteiten al colleges Nederlands gegeven. Meinard Tydeman, vanaf 1764 tot 1766 hoogleraar Grieks, geschiedenis en welsprekendheid, en zijn opvolger Herman Tollius gaven colleges Nederlands aan de Universiteit van Harderwijk. Dit begon ermee dat Meinard Tydeman van curatoren toestemming gekregen had om les te geven over de Linguae Belgicae idea grammatica, poetica, rhetorica (1707).
Ook aan de Groningse universiteit zijn vóór 1797 colleges Nederlands gegeven, onder meer door dominee Lambertus van Bolhuis. Deze geleerde pastor, vanaf 1783 lid van de Maatschappij der Nederlandsche Letterkunde, was in 1786 als predikant naar Groningen beroepen. In 1793 verscheen zijn Beknopte Nederduitsche Spraakkunst, maar daarvoor 'was hij al opgetreden als docent voor Groninger studenten' (Heeroma). In het voor de Maatschappij der Nederlandsche Letterkunde opgestelde levensbericht wordt ons door Matthijs Siegenbeek meegedeeld dat Van Bolhuis 'door zucht voor de eer der vaderlandsche taal gedreven, aan onderscheidene kweekelingen der Hoogeschool in dezelve onderwijs [gaf], 't welk hij later aan zijnen vriend den Hoogleeraar Ruardi overliet, die, op zijne aansporing, opzettelijk daartoe ingerigte lessen hield'.
Ook Johannes Ruardi, hoogleraar in de klassieke talen te Groningen, gaf colleges Nederlands. Ruardi was weer een vriend van Everwinus Wassenbergh, de classicus die op 25 september 1771 aan de universiteit van Franeker zijn inaugurele rede als hoogleraar Grieks had uitgesproken. Volgens het lemma in het Nieuw Nederlandsch Biografisch Woordenboek gaf Wassenbergh 'sedert 1790 uit eigen beweging een college over de Nederlandsche taal; in 1797 werd hij belast met dat onderwijs, waarvoor een leerstoel ingesteld is'.

### 19e eeuw
Sinds 1797 is Nederlands officieel onderdeel van een universitaire studie in Nederland. Toen werden de eerste hoogleraren Nederlands benoemd. Allereerst werd aan de universiteit van Franeker bij decreet van 9 juni 1797 de leeropdracht van de hoogleraar Grieks Everwinus Wassenbergh uitgebreid met de 'Nederduitsche taalkunde'.
De eerste hoogleraar Nederlands te Leiden was Matthijs Siegenbeek, die daar op 23 september 1797 aantrad als buitengewoon hoogleraar in de Nederlandse welsprekendheid. Tijdens de Franse bezetting ontstond een nieuw nationalisme en kreeg men meer aandacht voor de Nederlandse taal en cultuur. Daarnaast ontstond in de 19e eeuw het ideaal van algemene scholing in een geüniformeerde standaardtaal met een duidelijke spelling. Neerlandici werden zo de hoeders van de Nederlandse taal- en letterkunde.
Tot 1877 was Nederlands slechts voor een selecte groep studenten verplicht als 'bijvak'. Pas in dat jaar werd met de aanstelling van Willem Jonckbloet als hoogleraar Nederlandse taal- en letterkunde in Leiden een doctoraat in de Nederlandse taal en letterkunde in het leven geroepen, wat inhoudt dat er een afzonderlijk curriculum voor het vak Nederlands werd ontworpen.
In de loop van de 19e eeuw is het accent komen te liggen op het wetenschappelijk onderzoek naar taal en literatuur. De taalbeheersing, het wettelijke kernpunt van het vak, boette krachtig in aan belang, zeker bij een historisch-taalkundige en woordenboekmaker als Matthias de Vries.

### Huidige situatie
De neerlandistiek wordt steeds meer gecombineerd met andere wetenschappelijke vakgebieden zoals psychologie, sociologie, logopedie, de medische wetenschappen, filosofie en informatiekunde. Zo ontstaat er meer aandacht voor verschijnselen die samenhangen met taal, taalgebruik en literatuur (denk bijvoorbeeld aan computers die men gesproken taal wil laten herkennen).

## Hoofdrichtingen

### Taalkunde

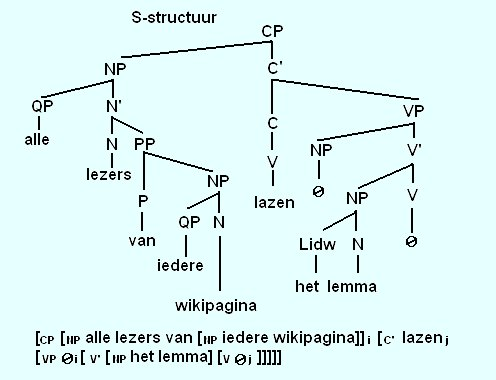
Een taalkundige weergave (s-structuur) van een Nederlandse zin.

Taalkunde, taalwetenschap of linguïstiek is de wetenschappelijke studie van de natuurlijke talen. Dat wil zeggen door mensen tegen elkaar gesproken talen die op natuurlijke wijze als moedertaal verworven worden, in tegenstelling tot de kunsttalen.
Ruw onderscheiden gaat de theoretische en beschrijvende taalkunde over het taalsysteem (de grammatica en het lexicon), de toegepaste taalkunde en het vak taalbeheersing daarentegen over taalgebruik. Er is wel een grensgebied, waar de taalkundige semantiek en de pragmatiek in elkaar overlopen.
De taalkunde heeft verschillende onderzoeksgebieden zoals syntaxis, semantiek, fonologie, morfologie of computertaalkunde. Terwijl veel taalkundigen zich vooral bezighouden met de varianten van het moderne Nederlands (moderne taalkunde), richten andere taalkundige onderzoekers zich bij voorkeur op de historische dimensie van de Nederlandse taal en pogen de ontwikkeling van het Nederlands in al zijn facetten in kaart te brengen. Vroeger sprak men dan over het vakonderdeel historische taalkunde.
De traditionele grammatica zoals die onderwezen wordt op middelbare scholen, speelt op universiteiten doorgaans een zeer beperkte rol. Sinds de publicatie van Noam Chomsky's Syntactic structures (1957) is de aandacht verschoven naar generatieve taalkunde en alternatieve theorieën. Bij deze vormen van taalkunde wordt ervan uitgegaan dat het taalvermogen van de mens aangeboren is (zie universele grammatica). Als een syntactische structuur bestudeerd wordt, blijkt dat aan de structuur van een zin een ingewikkeld systeem ten grondslag ligt, bestaande uit veel regels en parameters. Volgens de theorie van Chomsky leren taalverwervers deze regels niet bewust, maar zorgt hun aangeboren taalvermogen voor de taalverwerving. Dit zou verklaren waarom er kinderen zijn die het vertikken om de klok te leren kijken, terwijl diezelfde kinderen geen moeite hebben met het bouwen van zinnetjes, wat veel ingewikkelder in elkaar zit. Sindsdien is de theorie van Chomsky wel gerelativeerd en op sommige punten ook gecorrigeerd.

### Taalbeheersing
De taalbeheersing of communicatiekunde is een richting binnen de neerlandistiek waarin voornamelijk de sociale en structurele aspecten van het Nederlands binnen een bepaalde context onderzocht worden. Men kan ook zeggen: taalkunde houdt zich onder meer bezig met talige microstructuren (fonemen, woorden, zinnen) en hun structuur: grammatica, semantiek en pragmatiek; taalbeheersing richt zich op talige meso- en macrostructuren: teksten en de daarbij geldende regels en systematiek. Zo kan de taalbeheerser zich bezighouden met bijvoorbeeld coherentierelaties tussen uitingen, maar ook met het surfgedrag van mensen met een stoornis. Aangezien bijvoorbeeld attitude-analyses erg populair zijn bij taalbeheersers, wordt de hoofdrichting ook weleens als sociale wetenschap beschouwd. Moderne taalkunde daarentegen komt meer in de buurt van logica, cognitiewetenschap en psychologie.

### Historische letterkunde
De historische letterkunde binnen de neerlandistiek richt zich op de Nederlandstalige literatuur uit de middeleeuwen, renaissance en de Verlichting. Hierbij richt men zich vooral op de betekenis en cultuur-historische context van belletristische werken. Behalve literair werk worden ook andere teksten uit die tijd bestudeerd, zoals politieke pamfletten en brieven.
Een recente naam voor de academische studie van de Nederlandstalige literatuur en andersoortige teksten uit de middeleeuwen is medioneerlandistiek. De beoefenaren van dit specialisme noemen zich ook wel 'medioneerlandici'.

### Moderne letterkunde
De moderne letterkunde houdt zich bezig met het bestuderen van Nederlandstalige literaire werken vanaf ruwweg 1800.

## Opleiding
De studie van de neerlandistiek vindt plaats binnen de opleiding Nederlandse taal en cultuur. In Nederland bestaat die uit vier hoofdrichtingen: taalkunde, taalbeheersing (ook wel communicatiekunde), historische letterkunde en moderne letterkunde. Deze richtingen corresponderen met de aparte opleidingen taalwetenschap, communicatiewetenschap en literatuurwetenschap. Andere opleidingen waarmee raakvlakken bestaan zijn onder andere algemene cultuurwetenschap en communicatie- en informatiewetenschappen.
Sinds de opheffing van de opleiding Nederlandse taal en cultuur aan de Vrije Universiteit Amsterdam bestaat deze opleiding nog aan vijf universiteiten in Nederland: de Radboud Universiteit, de Universiteit Leiden, de Rijksuniversiteit Groningen, de Universiteit van Amsterdam en de Universiteit Utrecht. In de Keuzegids Universiteiten 2023 stond de opleiding van de Radboud Universiteit op de eerste plaats van dit vakgebied.
In Vlaanderen is neerlandistiek een afstudeerrichting bij de universitaire studie Master in taal- en letterkunde.
Ook buiten het Nederlands taalgebied bestaan opleidingen neerlandistiek, die worden aangeduid als neerlandistiek extra muros (Lat., 'buiten de muren') of internationale neerlandistiek. In 2020 bestonden er opleidingen Nederlands aan 135 universiteiten in 40 landen; daar studeren 13.500 studenten. In de aan Nederland en België grenzende regio's Wallonië, Noord-Frankrijk en Duitsland zijn ongeveer 400.000 leerders van het Nederlands, verspreid over verschillende onderwijsvormen.